# Лаури-Корри, Сомерсет, 4-й граф Белмор
Сомерсет Ричард Лаури-Корри, 4-й граф Белмор (англ. Somerset Richard Lowry-Corry, 4th Earl Belmore; 9 апреля 1835 — 6 апреля 1913) — ирландский дворянин и консервативный политик. Он носил титул учтивости — виконт Корри с 1841 по 1845 год.

## Происхождение и образование
Родился 9 апреля 1835 года на Брутон-стрит в Лондоне. Старший сын Армара Лоури-Корри, 3-го графа Белмора (1801—1845), и его жены Эмили Луизы Шепард (1814—1904), младшей дочери Уильяма Шеперда.
24 декабря 1845 года после смерти своего отца 10-летний Сомерсет Лаури-Корри унаследовал титулы 4-го графа Белмора (Пэрство Ирландии), 3-го виконта Белмора (Пэрство Ирландии) и 3-го барона Белмора (Пэрство Ирландии).
Он получил образование в Итонском колледже и Тринити-колледже в Кембридже, который окончил со степенью магистра искусств в 1856 году.

## Карьера
С 1857 по 1913 год — ирландский пэр-представитель в Палате лордов Великобритании. Занимал пост заместителя государственного секретаря внутренних дел в правительстве графа Дерби с июля 1866 по август 1867 года.
22 августа 1867 года лорд Белмор был назначен губернатором Нового Южного Уэльса. 17 сентября 1867 года он стал членом Тайного совета Ирландии.
Белмор стал губернатором и главнокомандующим Нового Южного Уэльса в январе 1868 года, когда эта должность еще не была просто номинальным главой, но все еще была имперским офицером, ответственным перед британским правительством. 12 марта 1868 года он присутствовал на пикнике с приехавшим в гости принцем Альфредом в прибрежном пригороде Сиднея Клонтарф, когда Генри Джеймс О’Фаррелл выстрелил Альфреду в спину и заявил, что намеревался застрелить и лорда Белмора. Хотя Белмор не видел инцидента, он организовал перевод принца Альфреда в больницу для лечения и передал колониальному правительству просьбу принца о помиловании О’Фаррелла, которая была проигнорирована.
Лорд Белмор был мировым судьей в графствах Фермана, Тирон и Кент. Он несколько раз служил одним из лордов-судей Ирландии в 1885-1896 годах и был назначен лордом-лейтенантом графства Тирон в 1892 году. Он также был капитаном ополчения графства Фермана и майором лондонских ирландских королевских добровольцев.

## Брак и дети
22 августа 1861 года в церкви Святого Георгия, Ганновер-сквер, Лондон, лорд Белмор женился на Энн Элизабет Гонории Гладстон (22 декабря 1841 — 5 октября 1919), дочери капитана Джона Нилсона Гладстона, сына сэра Джона Гладстона, 1-го баронета, и Элизабет Гонории Бейтсон, дочери сэра Роберта Бейтсона, 1-го баронета. У супругов было 13 детей: 3 сына и 10 дочерей:
- Леди Тереза Лаури-Корри (24 октября 1862 — 18 марта 1938), незамужняя
- Леди Флоренс Лаури-Корри (31 марта 1864 — 10 мая 1943), в 1893 года она вышла замуж за подполковника Джона Генри Идена (? — 1931)
- Леди Мэдлин Лаури-Корри (6 ноября 1865 — 30 марта 1898), незамужняя
- Леди Мэри Лаури-Корри (5 августа 1867 — 5 октября 1928), незамужняя
- Армар Лаури-Корри, 5-й граф Белмор (5 мая 1870 — 12 февраля 1948), не женат
- Сесил Лаури-Корри, 6-й граф Белмор (20 марта 1873 — 2 марта 1949), не женат
- Достопочтенный Эрнест Лаури-Корри (23 ноября 1874 — 11 марта 1912), не женат
- Леди Уинифред Лаури-Корри (18 августа 1876—1959), незамужняя
- Леди Эдит Лаури-Корри (26 августа 1878 — 25 октября 1918), которая утонула в Лох-Йоан в замке Кул и не была замужем[4] . Согласно местной легенде, затем она превратилась в серого гуся[5].
- Леди Вайолет Лаури-Корри (15 июня 1881—1969), незамужняя
- Леди Маргарет Лаури-Корри (15 июля 1883—1975), незамужняя
- Леди Дороти Лаури-Корри (6 июня 1885—1967), незамужняя
- Леди Кэтлин Лаури-Корри (28 июля 1887 — 13 октября 1972), в 1919 году она вышла замуж за бригадного генерала Томаса Уорда (? — 1949).

Лорд Белмор скончался 6 апреля 1913 года в возрасте 77 лет в замке Кул, Эннискиллен, и был похоронен 9 апреля 1913 года в Дерривуллене, графство Фермана.
Ему принадлежало 19 000 акров земли в графствах Тирон и Фермана.

## Почести
- Кавалер Ордена Святых Михаила и Георгия (22 марта 1872 года)
- Кавалер Большого креста Ордена Святых Михаила и Георгия (1 января 1890 года)
- В его честь названы Белмор-Парк[англ.] в окрестностях железнодорожного вокзала Сиднея, Белмор-Парк в городе Гоулберн, Белмор-Фолс[англ.] в Национальном парке Мортон[англ.] в Новом Южном Уэльсе, и город Белмор, пригород Сиднея.
- В его честь назван мост в Мейтленде, Новый Южный Уэльс. Вокруг Сиднея и Нового Южного Уэльса есть улицы и места, названные в честь графа Белмора.